# Albert Botteri
Albert Botteri  (Split, 4. listopada 1879. - Zagreb, 20. veljače 1955.) je bio hrvatski liječnik, dopisni član HAZU od 1930. godine. Osnivač je Klinike za očne bolesti. Brat liječnika Ivana Huga Botterija.

## Životopis
Rođen je u Splitu. Gimnaziju je pohađao u Zadru. U Beču je studirao medicinu, a dr.med od 1904. Liječnički rad počeo je u Zadru. Prvi znanstveni rad objavio je 1906. zajedno s K. Landsteinerom koji je 1930. postao dobitnik Nobelove nagrade za otkriće krvnih grupa kod čovjeka. Botteri je specijalizirao oftalmologiju kod glavnog predstavnika bečke oftalmološke škole prof. Ernsta Fuchsa. Nakon specijalizacije otišao je raditi u očnu kliniku u Innsbrucku gdje je bio I. asistent.
Godine 1909. napisao je djelo važno u svjetskim okvirima, prvi je na svijetu dokazao ultrafiltrabilnost virusa uložne blenoreje. Godine 1911. odlazi u Trst gdje radi u privatnoj ordinaciji do 1915. godine. U Prvom svjetskom ratu mobiliziran je u vojsku. Godine 1917. je u Ljubljani gdje vodi odjel za očne bolesti Zemaljske bolnice. Godine 1919. u Ljubljani je osnovan Medicinski fakultet. U međuvremenu Botteri je habilitirao u Pragu. U habilitacijskom radu dokazao je da su ulošci (inkluzije) kod uložne blenoreje i ulošci kod trahoma biološki sasvim različiti, premda morfološki jednaki. Dokaz je izveo opsežnim kliničkim, bakteriološkim i eksperimentalnim istraživanjima.
Nakon habilitacije, 1920. je izabran za redovitog profesor ljubljanskog Medicinskog fakulteta. Fakultet je imao samo teorijske predmete, što nije zadovoljavalo Botterijeve ambicije te je nakon mjesec dana otišao u Zagreb gdje je otišao na Medicinski fakultet, također mladi fakultet kojem je trebao oftalmološki stručnjak. U Zagrebu je predavao od 1920. do 1951., uz dvije godine prekida, a dekan na istom fakultetu akademske godine 1928./1929. Godine 1923. osnovao je zagrebačku Kliniku za očne bolesti. 
Godine 1930. postao je dopisni član HAZU. Predsjedavao je Jugoslavenskim oto-neuro-oftalmološkim društvom. Bio je član brojnih uglednih inozemnih društava.
Godine 1943. umirovljen je zajedno s bratom. Oba su 1945. vraćena na položaj, a od 1946. rade na Rebru. Godine 1951. oboje su zbog starosti umirovljeni.
Na području trahoma Albert Botteri bio je stručnjak velika ugleda u međunarodnim okvirima. Ispitivao je eksperimentalno različite metode liječenja te proučavao plazmom kao metatrahomsko oboljenje. Botterijev habilitacijski rad o kliničkom eksperimentalnim i mikroskopskom istraživanju trahoma, uložne blenoreje i proljetnog konjunktivitisa često je citiran u svjetskoj oftalmološkoj literaturi, a izašao je na tri jezika.